# Lucas Demare
Lucas Demare (Buenos Aires, 14 de julio de 1910 - Buenos Aires, 6 de septiembre de 1981) fue un director, guionista y productor cinematográfico argentino. Fue uno de los fundadores de la entidad Directores Argentinos Cinematográficos en 1958. Escribió y dirigió películas como La guerra gaucha, El cura gaucho (1941), Su mejor alumno (1944), La calle grita (1948), Los isleros (1951), Zafra (1958) y La boda (1964). Su último trabajo como director fue en Hombres de mar en 1977. Como productor participó en importantes filmes como El muerto falta a la cita (1944) de Pierre Chenal, Donde mueren las palabras (1946) de Hugo Fregonese, La pícara Cenicienta (1951) de Francisco Mugica y La guerra del cerdo (1975) de Leopoldo Torre Nilsson.
Estuvo casado con la actriz Norma Castillo, con quien tuvo dos hijas, la cantante de tango María José Demare y la pintora Maria Eleonora Demare.

## Biografía

### Sus comienzos
Era hijo de Otilia Riccio y Domingo Demare, este último violinista de profesión. Primero estudió piano y a los 15 años viajó con toda la familia a París donde su hermano mayor Lucio trabajaba como pianista. Se aburrió y en 1927 volvió a Buenos Aires donde estudió bandoneón seis meses con Pedro Maffia. En 1928 viajó a España y se incorporó como bandoneonista a la Orquesta Típica Argentina, en la que actuaba su hermano mayor Lucio como pianista y director. En 1933 trabajó como intérprete y cantor junto a Agustín Irusta, Roberto Fugazot y Lucio Demare en las películas españolas Boliche y Aves sin rumbo.
Entusiasmado con el cine, Demare renunció a la orquesta, donde ganaba mil dólares mensuales, y comenzó a trabajar en los estudios como peón sin sueldo. Fue aprendiendo el oficio y ascendió rápidamente: pizarrero, tercer ayudante, asistente de dirección, y un día lo contrataron para que debutara como director, pero la guerra civil lo impidió y debió salir de España.
Emilio Zolezzi, que además de crítico de cine fue el abogado de Artistas Argentinos Asociados desde sus comienzos cuenta sobre el director: 

"La guerra civil -y sus prolegómenos- pusieron término a aquella labor de Demare en el cine español. Pero en él aprendió su oficio. Demare se jacta de haber desempeñado todos los menesteres del cine, iniciados en los estudios de Orphea Films, de Barcelona. Desde barrer el estudio y manejar la pizarra, como progreso, hasta la dirección, toda la escala fue recorrida paso a paso … Es un autodidacta. Lo que le implicó iniciar su camino en el cine teniendo frente a sí un muro: lo ignorado. Y lo fue venciendo en largas y duras etapas. Lecturas y aprendizajes técnicos "robados" en el set, sin más guía que su afán."

Viajó a Italia con los hermanos Marbel, un dúo que hacía un número de memoria retentiva, y con una chica que cantaba, a quien él acompañaba. Luego fue a Lisboa donde integró la orquesta de Carlos Vicente Geroni Flores. Retornó a Argentina y su hermano Lucio le consiguió un empleo como encargado de piso en los estudios cinematográficos Río de la Plata, quienes en 1937 lo contrataron como director y guionista para las películas Dos amigos y un amor y en Veinticuatro horas en libertad, ambas interpretadas por el actor cómico Pepe Iglesias. En 1939 pasó a Pampa Films, una empresa con mayores presupuestos, para dirigir El hijo del barrio (1940), Corazón de turco (1940) y Chingolo (1941), todas ellas con su propio guion. En esta última película, que tuvo buena recepción de crítica y de público, se consolidó el excepcional equipo técnico que lo acompañaría en la etapa posterior. La siguiente película fue El cura gaucho, en la que inició su relación con Enrique Muiño, pero pese a su rotundo éxito comercial fue despedido por Pampa Films.

### Etapa de Artistas Argentinos Asociados
A comienzos de los años 40 se reunía habitualmente con un grupo de artistas que en ese momento estaba desocupado: Enrique Muiño, Elías Alippi, Francisco Petrone y Ángel Magaña en el café El Ateneo ubicado en Carlos Pellegrini y Cangallo (hoy Teniente General Juan D. Perón) de la ciudad de Buenos Aires. Este grupo juntamente con Enrique Faustín (h) que también concurría a las reuniones decidió configurar una productora que trabajara en cooperativa al estilo de United Artists de los Estados Unidos y así nació el 26 de septiembre de 1941 Artistas Argentinos Asociados Sociedad Cinematográfica de Responsabilidad Limitada. La primera película de la nueva empresa fue El viejo Hucha, dirigida por Lucas Demare, en la cual se estrenó el difundido tango Malena, de Homero Manzi y Lucio Demare, interpretado por el actor Osvaldo Miranda, aunque la voz era de Juan Carlos Miranda, cantor de la orquesta de Lucio Demare.

#### La guerra gaucha
A continuación dirigió La guerra gaucha, con libreto de Ulyses Petit de Murat y Homero Manzi sobre el libro del mismo nombre (1905) de Leopoldo Lugones. Se estrenó el 20 de noviembre de 1942. Se la ha considerado "la película de más éxito del cine argentino, y también una de las mejores".
La película, de tono épico, transcurre en 1817 en la provincia de Salta (noroeste de Argentina). Su contexto histórico está dado por las acciones de guerrilla de los gauchos partidarios de la independencia, bajo el mando del general Martín Güemes, contra el ejército regular realista que respondía a la monarquía española.
Para la filmación de exteriores se construyó una aldea en la misma zona donde se desarrollaron los acontecimientos que inspiraron la película. Para las escenas de conjunto se contó con el concurso de unos mil participantes, número que no tenido precedente en el cine argentino.
Lucas Demare tiene en la película varias pequeñas apariciones. En una de las escenas había que filmar el incendio del pueblo (de acuerdo con el argumento, las fuerzas realistas entraban y lo incendiaban pues se habían dado cuenta de que el traidor era el sacristán). La filmación debía hacerse en una sola toma ya que, por supuesto, el poblado se podía incendiar una sola vez, por lo que dispuso que tanto los camarógrafos como él mismo y el resto del equipo se vistieran de gauchos o de realistas, para que si entraba en el foco de alguna cámara pareciera que formaba parte de la acción. En el medio del incendio, un golpe de viento llevó el fuego hacia Demare dejándole la barba y melena postiza totalmente chamuscadas.
En otro momento Demare actuó como un soldado español que, atacado por los gauchos, recibe un lanzazo en el pecho. Magaña cuenta:

la lanza se la tiraba yo desde arriba de la cámara; le daba de pleno en el pecho. Le hice un moretón grande, que después hubo que ponerle un apósito. Tenía un hematoma tremendo de tantos golpes , y él ordenaba: "¡Otra vez! ¡Otra vez!. Yo pensaba que lo iba a matar..."

La guerra gaucha fue muy bien acogida por la crítica, recibió numerosos premios y significó un éxito económico. Bajó de cartel recién a las diecinueve semanas de exhibición durante las cuales la vieron 170.000 espectadores, y para entonces llevaba cuatro semanas consecutivas de exhibición en Montevideo. Cuidando muchísimo el gasto la producción de la película había costado $ 269.000.- que se amortizó totalmente en las diecinueve semanas de exhibición en las salas de estreno.<

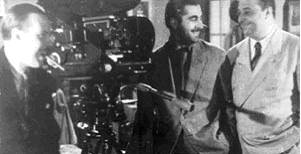
Ulyses Petit de Murat, Lucas Demare y Homero Manzi.

#### Su mejor alumno
Manzi y Petit encararon nuevamente el género histórico con la figura de Sarmiento y empezaron a buscar temas vinculados al mismo. Para ello comenzaron por bucear en lo producido por el escritor argentino más prolífico (58 tomos son sus obras completas). Así hallaron la figura de su hijo, Domingo Fidel Sarmiento, conocido como Dominguito, se enamoraron de ella e hicieron el guion de la nueva película que dirigió Lucas Demare y se llamó Su mejor alumno.
La película costó casi el doble que La guerra gaucha. La escenografía era mucho más amplia y compleja y la escena de masas del ataque de Curapayty llevó veinte días de filmación, requirió la construcción de puentes, fuertes, etc.
Su mejor alumno fue estrenada el 22 de mayo de 1944 en una función a beneficio de los damnificados por el terremoto de San Juan a la que también concurrieron altos funcionarios del gobierno encabezados por el presidente de la nación. Tuvo una excelente acogida por la prensa y obtuvo los principales premios. En cuanto al público, baste decir que se mantuvo veinte semanas en la sala de estreno y que al año llevaba recaudados 1.500.000 pesos.

#### Pampa bárbara
En 1945 Demare codirigió con Hugo Fregonese una película ambientada en 1833 en el escenario de la lucha en la frontera entre indios y blancos pero centrada en la vida de quienes vivían en los fortines y, en especial, de las mujeres, tanto las indias cautivas como las "fortineras" enviadas por el gobierno central para evitar deserciones.
Manzi y Petit de Murat se encargaron del guion realizando la previa revisión de los elementos documentales disponibles como lo habían hecho con La guerra gaucha y Su mejor alumno. La interpretación estuvo a cargo de Luisa Vehil, Francisco Petrone y Enrique Muiño. Recibió excelente acogida de la crítica que ponderó el ritmo ágil de la película y la integración a la trama dramática del paisaje que parece envolver y dominar a los personajes. Fue también elogiada la fotografía a cargo de Bob Roberts y Humberto Peruzzi.
La película tuvo una versión hollywoodense titulada Savage Pampas en 1966, dirigida por Fregonese, protagonizada por actores de la talla de Robert Taylor y Rosenda Monteros.

#### Nunca te diré adiós
También sobre guion de Manzi y Petit de Murat, esta película de 1947 trata del desencuentro amoroso entre un hombre y una mujer casada. Resultó un melodrama romántico con diálogos cursis y lento desarrollo. La interpretaron Zully Moreno, Ángel Magaña y Orestes Caviglia.

#### Como tú lo soñaste
Aquí Demare filmó en 1947 un guion de Homero Manzi sobre la novela Un día de octubre, de George Kaiser. Trata de una muchacha que imagina que su hijo, fruto de su relación con un carnicero, es de un músico del que está enamorada. Con buenos intérpretes, se la consideró una excelente y cuidada realización de Demare.

#### La calle grita
Una pareja joven interpretada por Ángel Magaña y Patricia Castell se enfrenta al empleador de ésta, un prestigioso economista encarnado por Enrique Muiño, a propósito de los sueldos corroídos por la inflación, un problema que comenzaba a preocupar a los argentinos. La película de 1948 muestra en tono de comedia el contraste entre la teoría económica y la realidad cotidiana, entre el encierro que aísla y la calle que grita.
Lucas Demare falleció de un ataque cardíaco en 1981, a los 71 años de edad.

## Premios y distinciones
Festival Internacional de Cine de San Sebastián
| Año  | Categoría                                                      | Película       | Resultado |
| ---- | -------------------------------------------------------------- | -------------- | --------- |
| 1961 | Premio: Perla del Cantábrico a la mejor película en castellano | Hijo de hombre | Ganador   |

- - Academia de Artes y Ciencias Cinematográficas de la Argentina
- 1942: Cóndor Académico a la mejor película por La guerra gaucha y Diploma de honor a Lucas Demare como mejor director.
- 1944: Cóndor Académico a la mejor película por Su mejor alumno y Diploma de honor a Lucas Demare como mejor director.
- 1951: Cóndor Académico a la mejor película por Los isleros y Diploma de honor a Lucas Demare como mejor director.
- 1954: Cóndor Académico a la mejor película por Guacho y Diploma de honor a Lucas Demare como mejor director.
  - Festival Internacional de Cine de San Sebastián (España)
- 1964. Premio: Perla del Cantábrico a la mejor película en castellano por La boda y a Lucas Demare mejor director.
  - Festival Internacional de Cine de Cannes
- 1958. Nominado para la Palma de Oro por Zafra.
- 1956. Nominado para la Palma de Oro El último perro.
- 1951. Nominado para el Gran Premio del Festival por Los isleros.
  - Premio Konex de Platino 1981: Mejor Director de Cine de la historia hasta ese momento.

## Filmografía
Director
- Solamente ella (1975)
- La Madre María (1974)
- Pájaro loco (1971)
- Humo de marihuana (1968)
- Rutas para la Mesopotamia (1968)
- La cigarra está que arde (1967)
- Sentencia para un traidor (1967)
- Los guerrilleros (1965)
- La boda (1964)
- Italia di notte n. 1 (1964)
- Hijo de hombre (1961)
- Plaza Huincul (Pozo Uno) (1960)
- Mi esqueleto (1959)
- Detrás de un largo muro (1958)
- Zafra (1958)
- El último perro (1956)
- Sangre y acero (1956)
- Después del silencio (1956)
- Mercado de Abasto (1955)
- Guacho (1954)
- El seductor de Granada (1953)
- Un guapo del 900 (1952)
- Payaso (1952)
- Los isleros (1951)
- Mi noche triste (1952)
- La culpa la tuvo el otro (1950)
- La calle grita (1948)
- Como tú lo soñaste (1947)
- Nunca te diré adiós (1947)
- Pampa bárbara (1945)
- Su mejor alumno (1944)
- La guerra gaucha (1942)
- El viejo Hucha (1942)
- El cura gaucho (1941)
- Chingolo (1940)
- El hijo del barrio (1940)
- Corazón de turco (1940)
- 24 horas en libertad (1939)
- Dos amigos y un amor (1938)

Guionista
- Hombres de mar (1977)
- Solamente ella (1975)
- La Madre María (1974)
- Pájaro loco (1971)
- La cigarra está que arde (1967)
- Los guerrilleros (1965)
- La boda (1964)
- La sed (1961)
- El último perro (1956)
- Guacho (1954)
- El seductor de Granada (1953)
- Payaso (1952)
- Los isleros (1951)
- Mi noche triste (1952)
- La culpa la tuvo el otro (1950)

Productor
- Humo de marihuana (1968)
- La cigarra está que arde (1967)
- Plaza Huincul (Pozo Uno) (1960)
- Zafra (1958)
- Guacho (1954)
- La pícara cenicienta (1951)
- La cuna vacía (1949)

Montador
- Hermanos (1939)

Intérprete
- La guerra gaucha (1942) ...Extra
- Los isleros (1951)
- Hijo de hombre (1961)
- Humo de marihuana (1968) ...Cameo
- El tango en el cine (1980) ...Él mismo

Temas musicales
- El viejo Hucha (1942)

Asesoría
- La resistencia (cortometraje(1972)
- Violación (cortometraje) (1972)
- Vallejos (cortometraje) (1972)
- La dialéctica tiene sus cositas (cortometraje) (1972)
- El gallo ciego (cortometraje) (1972)
- Rosa, rosa... (cortometraje) (1972)

Supervisión
- Donde mueren las palabras (1946)